# 陳珩
- 陳珩也可以指： 香港亞洲電視前女演員

陳珩（1456年—？），字君錫，廣西桂林府全州人，民籍，明朝政治人物。

## 生平
廣西鄉試第十八名舉人。弘治三年（1490年）中式庚戌科會試第一百十三名，三甲第十三名進士。

## 家族
曾祖陳得善；祖父陳啟；父陳潮，知縣。母梅氏。慈侍下。弟陳珺（贡士）。